# Iglesia de la Concepción (Sot de Ferrer)

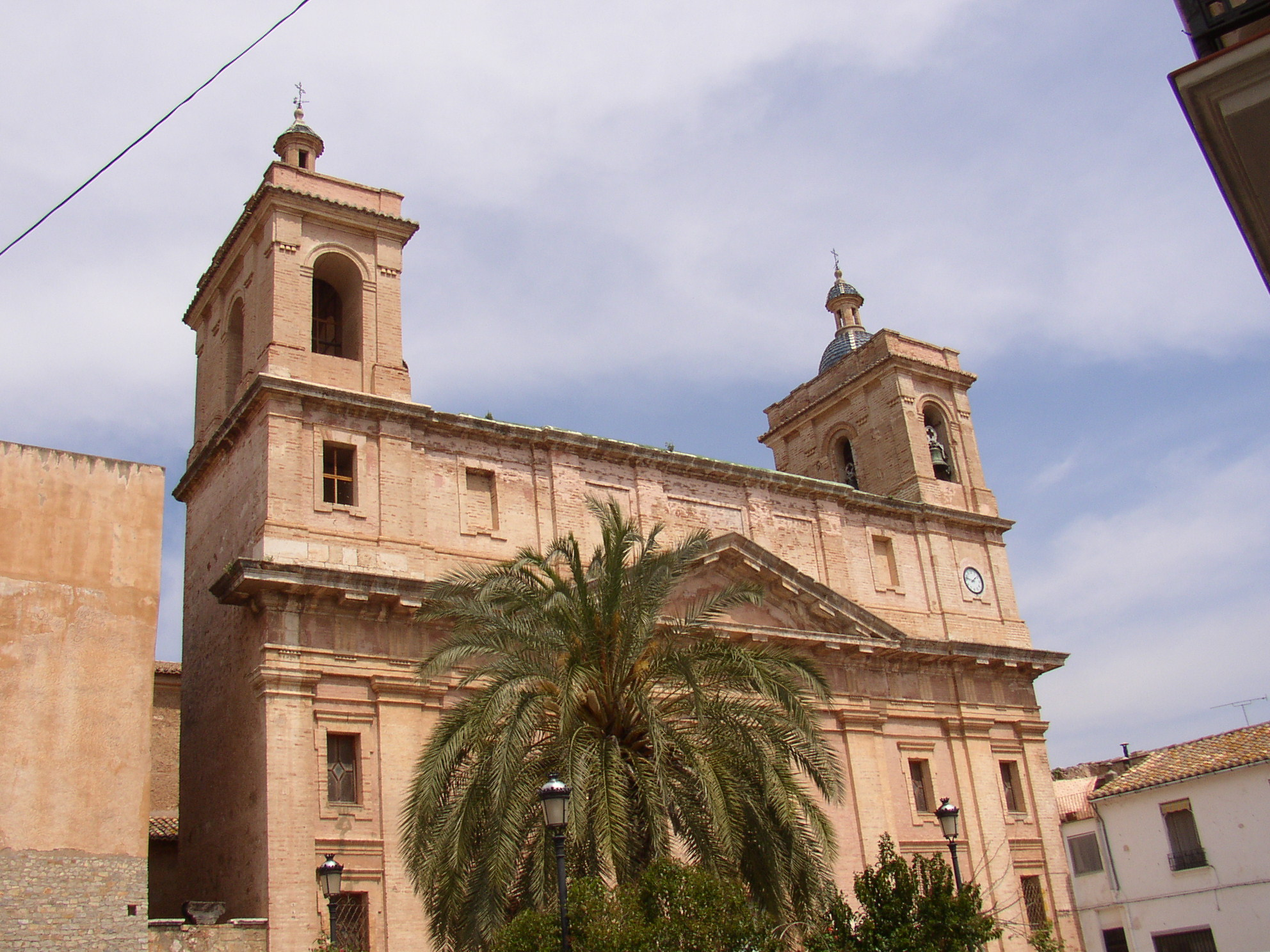
Iglesia Parroquial de la Concepción.

La iglesia de la Concepción de Sot de Ferrer (Provincia de Castellón, España) fue trazada por el arquitecto Minguez y realizada por el maestro de obras Mauro Minguet a finales del siglo XVIII en estilo neoclásico.
Destaca sobre todo por el altar mayor obra de Juan de Juanes una de las obras más importantes de la pintura renacentista valenciana. La pintura es un óleo sobre tabla estando formado por dos partes principales. La inferior, en la que aparece la Inmaculada en el centro rodeada por sus padres y la superior, en la que aparece Dios.